# Topo (guerra civil española)
En España, se llamó topo a las personas que vivieron ocultas tras la Guerra civil para escapar a la represión franquista.
El uso del término "topo" para referirse a estas personas procede de la obra de los periodistas Manuel Leguineche y Jesús Torbado Los topos, publicada en 1977, en la que se narra la historia de 24 de estas personas.

## Historia
Conforme se produjo la ocupación de España por el ejército del bando sublevado, muchas personas que habían apoyado al bando republicano se «echaron al monte», constituyendo el fenómeno de los «huidos», o se escondieron en casas, establos u otras dependencias para eludir la represión. La mayoría de estos últimos fueron descubiertos o finalmente se entregaron, pero hubo otros que permanecieron ocultos una vez terminada la guerra civil. Estos fueron los «topos». Aunque cada caso presentó rasgos singulares, existen ciertas notas comunes: no estar acusados de «delitos de sangre»; no ser dirigentes o miembros significados de los partidos y organizaciones republicanas, e incluso no tener ninguna adscripción política; y pertenecer al medio rural. Por otro lado, fueron despreciados por los «huidos» y por los guerrilleros del maquis por su pasividad ante el régimen franquista.
Hubo cientos de «topos», los cuales pudieron permanecer ocultos gracias al apoyo de su círculo más cercano. Aunque muchos de ellos abandonaron su escondite en 1969, cuando la dictadura franquista promulgó un decreto por el que se declaraba la prescripción de todos los delitos cometidos antes del final de la Guerra Civil, algunos permanecieron hasta 38 años escondidos.
Casos célebres de «topos» que permanecieron ocultos hasta la década de 1960 fueron Manuel Cortés Quero, último alcalde republicano de Mijas (Málaga), que permaneció escondido entre 1937 y 1969, o Eulogio de Vega, alcalde socialista de Rueda (Valladolid), que estuvo oculto hasta 1964. Protasio Montalvo, alcalde socialista de Cercedilla, estuvo oculto hasta 1977. De los 38 años que estuvo escondido, tres los pasó en una conejera y el resto enfrente de su propia casa.
También se puede citar el caso de Eufemiano Días González, vecino de La Mata de Curueño, provincia de León, que permaneció diez años oculto en una fosa excavada en una cuadra de ovejas, que sus familiares tapaban durante el día con unas tablas sobre las que tiraban estiércol. Sólo salía del hoyo por las noches «para estirar las piernas». Se escondió tras haber combatido en el frente de Asturias y en 1947 se entregó a las autoridades franquistas, aunque el tribunal militar que lo juzgó lo dejó en libertad sin cargos.
Un caso parecido fue el de Patricio Sierra Grajo, antiguo Guardia de Asalto, que vivió escondido durante 12 años en Orellana la Vieja, provincia de Badajoz. Más sorprendente resulta el caso de los hermanos Juan y Manuel Hidalgo España, que estuvieron ocultos 28 años muy cerca el uno del otro, pero sin que llegaran a verse durante todo ese tiempo.
La única mujer «topo» de la que se tiene noticia fue Teodomira García de Zarza de Tajo, provincia de Cuenca.